# Väsjön (naturreservat)
Väsjön är ett naturreservat i Falu kommun i Dalarnas län.
Området är naturskyddat sedan 1997 och är 31 hektar stort. Reservatet ligger lite öster om Stora Väsjön och består av tall med inslag av gran och vårtbjörk.